# Хюникен
Хюникен (нем. Hüniken) — коммуна в Швейцарии, в кантоне Золотурн. 
Входит в состав округа Вассерамт.  Официальный код — 2524.

## История
Хюникен был впервые упомянут в 1263-1264 гг.

## География
Хюникен занимает, по данным 2009 года, территорию в 1,01 квадратный километр. Из этой площади, 0.78 км2 или 77.2% используется в сельскохозяйственных целях, в то время как 0.16 км2 или 15.8% покрыто лесами. Оставшаяся часть земли, 0.07 км2 (17 акров) или 6.9% заселено (здания или дороги).
На застроенной территории, жилищная застройка и прочие здания занимают 5%, а транспортная инфраструктура - 2.0%. Леса в этой местности очень густые. Из аграрной территории 55.4% используется для посева, а 19.8% для пастбищ, в то время как 2% занято фруктовыми садами или виноградниками.
Коммуна расположена в округе Вассерамт, на наземной Морена. Дома расположены вокруг Часовни Св. Майкла и тянутся в сторону Этцикена.

## Демография
Население Хюникена (по данным за 2016 год) составляет 100 человек, все швейцарцы. За последние десять лет (1999–2009) население уменьшилось на 20.6% в связи с миграцией и на 1.5% по причине рождаемости и смертности.
Большинство населения (по состоянию на 2000 год) разговаривает на немецком языке (от 66 до 98,5%).
Население Хюникена (по состоянию на декабрь 2019 года) составляет 153 человека, все они являются гражданами Швейцарии.